# Dharmabad
Dharmabad is een nagar panchayat (plaats) in het district Nanded van de Indiase staat Maharashtra. 

## Demografie
Volgens de Indiase volkstelling van 2001 wonen er 29.936 mensen in Dharmabad, waarvan 51% mannelijk en 49% vrouwelijk is. De plaats heeft een alfabetiseringsgraad van 58%. 